# Église Sainte-Marguerite d'Hinges
 (juillet 2024).
Si vous disposez d'ouvrages ou d'articles de référence ou si vous connaissez des sites web de qualité traitant du thème abordé ici, merci de compléter l'article en donnant les références utiles à sa vérifiabilité et en les liant à la section « Notes et références ».
L'église Sainte-Marguerite est un édifice religieux de style néo-roman situé dans la commune d'Hinges, dans le Pas-de-Calais, en France. La construction de cet édifice a débuté au début du XXe siècle, en réponse à la destruction de l'ancienne église pendant la Première Guerre mondiale. L'église Sainte-Marguerite a été conçue par l'architecte Léon Guthmann, qui a également joué un rôle dans la reconstruction de la Place de Béthune après la guerre. Elle est dédiée à sainte Marguerite d'Antioche, une vierge martyre souvent représentée aux côtés d'un dragon, qui est l'un de ses attributs.

## Histoire

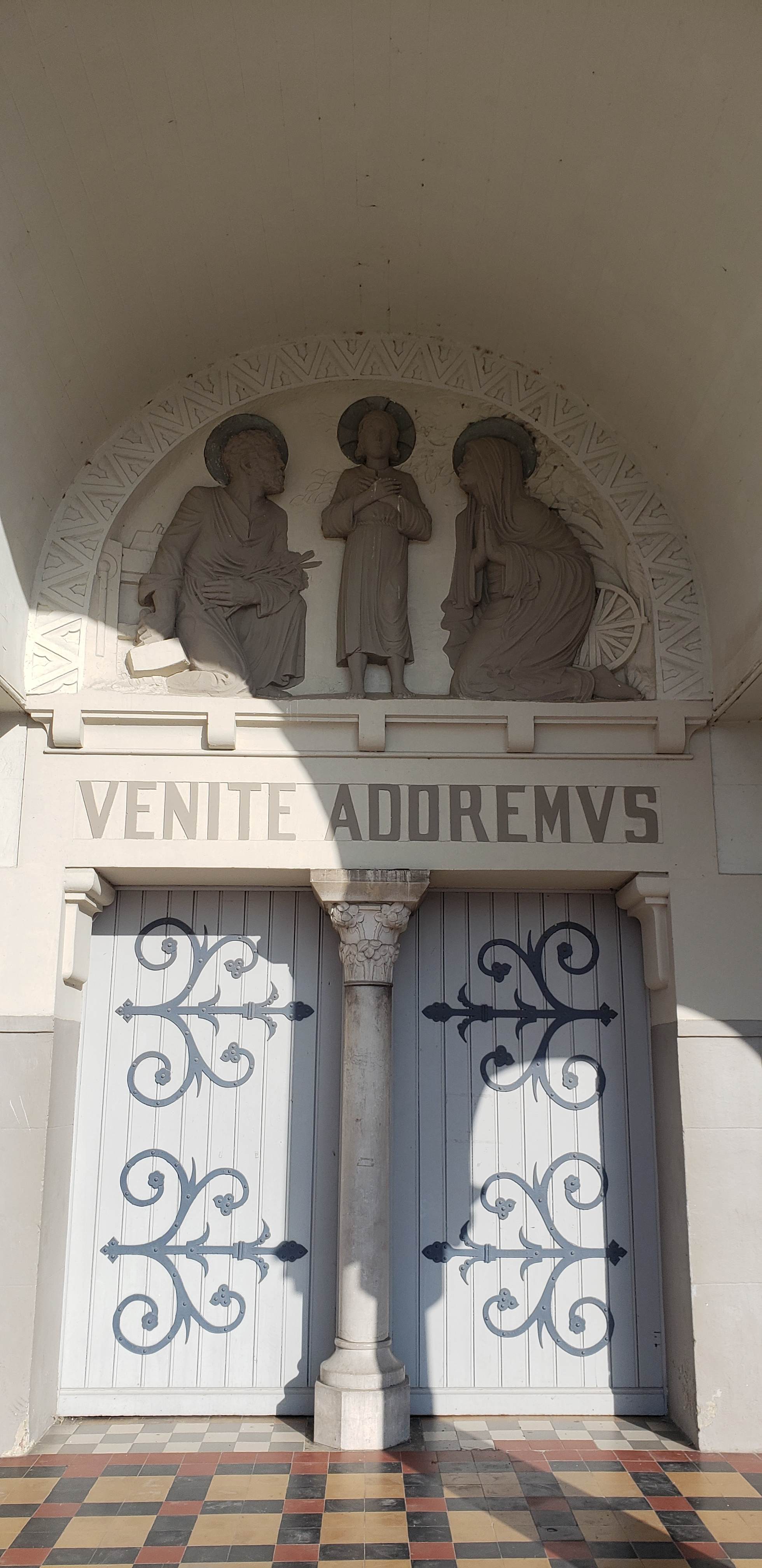
Portail de l'église et ses éléments décoratifs.

Située au centre du village, l'église Sainte-Marguerite est mentionnée dans plusieurs écrits dès 1089. L'édifice médiéval de style roman et réalisé en grès n'aurait pas subi particulièrement de destructions ou de modifications jusqu'au XIXe siècle.
En effet, en 1842 une partie du toit est endommagé à la suite du passage d'une grave tempête sur Hinges. Le Conseil municipal lance alors des réparations urgentes pour réparer la toiture un an plus tard mais c'est en 1873 que l'église est l'objet d'une importante restauration et d'un agrandissement.
Mais, en 1914 la Première Guerre mondiale éclate et la commune d'Hinges, comme de nombreuses autres dans la région, n'est pas épargnée par les destructions. À la suite des bombardements, le centre du village est méconnaissable. Les habitations, le château, le cimetière et l'église sont en ruine.
Le conflit terminé, il est envisagé de permettre aux paroissiens de se réunir au sein d'une nouvelle église Sainte-Marguerite et le 22 Juin 1924, l'archiprêtre de Béthune procède à la bénédiction de la première pierre du nouvel édifice. En 1926 la nouvelle église, bien qu'elle ne soit pas encore entièrement achevée, reçoit la bénédiction de l'évêque d'Arras. La date précise de l'achèvement des travaux n'est pas connue mais sur un cliché datant de 1930, l'église est terminée et identique l'édifice actuel.

## Architecture
De style néo-roman, l'édifice est réalisé par Léon Guthmann dans le cadre d'une coopérative de reconstruction des églises à la suite de la guerre. Elle est principalement faite de briques rouges typiques de la région et de béton.

### Façade
La façade s'ouvre sur un porche avec en son centre les vantaux du portail. Au-dessus de ce dernier un linteau est présent où il est inscrit "Venite Adoremus", ce qui signifie en latin « Venez adorez » au sens religieux du terme. Le tympan du portail met en scène Saint Éloi reconnaissable à son marteau et qui est très important dans la région en particulier pour les alentours de Béthune avec la confrérie des charitables de Béthune. À ses côtés, serait représenté Sainte Catherine avec son attribut qui est la roue. Au-dessus d'une des colonnes du porche de l'église, le nom de l'architecte apparaît dans la pierre. Au sommet du fronton, où culmine une statue de Sainte Marguerite à qui est dédié l'édifice, apparait l'inscription "Domus Dei" qui signifie en latin « Maison de Dieu ».

### Intérieur
L'architecture intérieure de l'église s'inscrit dans la simplicité des lignes du style néo-roman avec uniquement deux niveaux d'élévation constitués par la présence d'un narthex dans la nef. Le plan de l'église contient trois vaisseaux dont les deux bas-côtés éclairés par des vitraux. Les voûtes elles sont, soit en berceau ou en arêtes. Avant d'arriver dans le chœur, de chaque côté du transept se trouvent un autel pour Sainte Marguerite dans un bras, et pour Saint Éloi dans l'autre. Ce transept ouvre sur le chœur aux deux bas-côtés avant d'arriver dans l'abside à cinq pans coupés possédant une voûte en croisée d'ogive sexpartite.